# Skryje (okres Brno-venkov)
Skryje jsou obec v okrese Brno-venkov v Jihomoravském kraji. Rozkládají se na okraji Křižanovské vrchoviny, přibližně 10 kilometrů severozápadně od Tišnova. Žije zde 72 obyvatel. Obec se člení na dvě části, vlastní Skryje a Boudy.

## Název
Jméno vesnice je množné číslo obecného skryj(a) - "skrýš". Označovalo vesnici skrytou v údolí, v lesích, ležící stranou, případně místo, kde byly skrýše. Méně pravděpodobné je odvození od osobního jména Skryj(a), pak by zprvu šlo o pojmenování obyvatel vsi (Skryji, tedy rodina Skryjů).

## Historie
První písemná zmínka o obci pochází z roku 1368. Od 50. let 20. století do roku 1990 byly Skryje součástí Horních Louček.
K 1. lednu 2005 byla obec Skryje společně s dalšími 23 obcemi převedena z okresu Žďár nad Sázavou (Kraj Vysočina) do okresu Brno-venkov (Jihomoravský kraj).

## Obyvatelstvo
| Rok            | 1869 | 1880 | 1890 | 1900 | 1910 | 1921 | 1930 | 1950 | 1961 | 1970 | 1980 | 1991 | 2001 | 2011 | 2021 |
| -------------- | ---- | ---- | ---- | ---- | ---- | ---- | ---- | ---- | ---- | ---- | ---- | ---- | ---- | ---- | ---- |
| Počet obyvatel | 205  | 240  | 198  | 205  | 216  | 193  | 176  | 175  | 155  | 142  | 113  | 68   | 69   | 52   | 70   |
| Počet domů     | 25   | 28   | 27   | 30   | 30   | 35   | 40   | 45   | 40   | 34   | 30   | 35   | 42   | 42   | 41   |

Vývoj počtu obyvatel obce Skryje
| Rok            | 1869 | 1880 | 1890 | 1900 | 1910 | 1921 | 1930 | 1950 | 1961 | 1970 | 1980 | 1991 | 2001 | 2011 | 2021 |
| -------------- | ---- | ---- | ---- | ---- | ---- | ---- | ---- | ---- | ---- | ---- | ---- | ---- | ---- | ---- | ---- |
| Počet obyvatel | 147  | 172  | 133  | 156  | 168  | 150  | 129  | 130  | 139  | 126  | 102  | 58   | 61   | 46   | 66   |
| Počet domů     | 18   | 21   | 20   | 21   | 22   | 26   | 30   | 36   | —    | 29   | 26   | 28   | 35   | 35   | 34   |

Vývoj počtu obyvatel části obce Skryje

## Pamětihodnosti
- kaple svatého Cyrila a Metoděje z roku 1928, stojí na skalnatém ostrohu nad řekou Bobrůvkou, v západní části obce
- Buchalův vodní mlýn čp. 13
- zaniklý hrádek Skryje, stával na místě současné kaple svatého Cyrila a Metoděje
- zaniklý hrad Rysov, jižně od obce
- v části Mezibrodí se nachází čtyři funkcionalistické rodinné domy od architekta Bohuslava Fuchse, postavené v roce 1940 pro textilní továrnu společnosti Fuchs a Střelec. K továrně příslušely i další objekty včetně hospody.

## Galerie

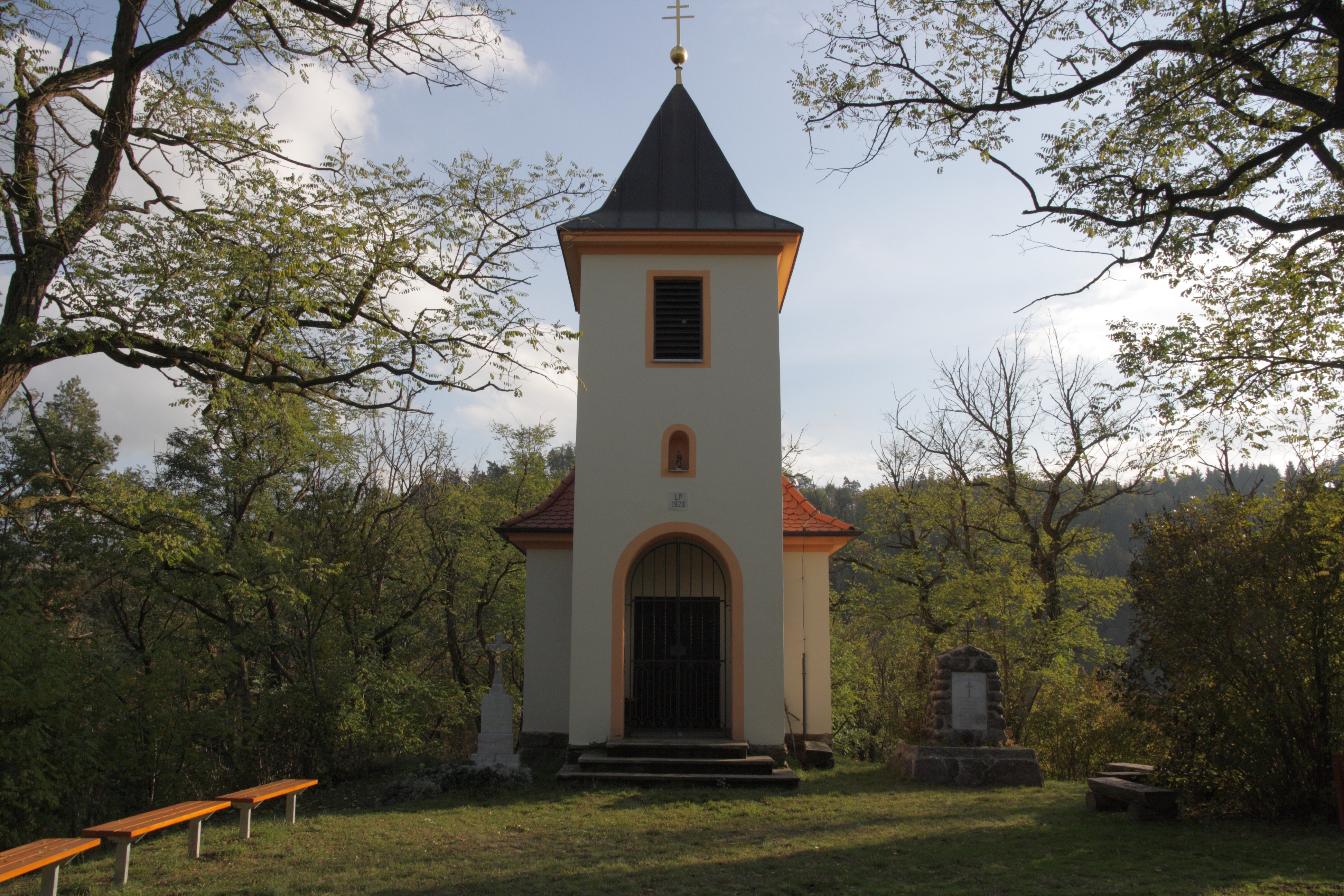
Kaple sv. Cyrila a Metoděje
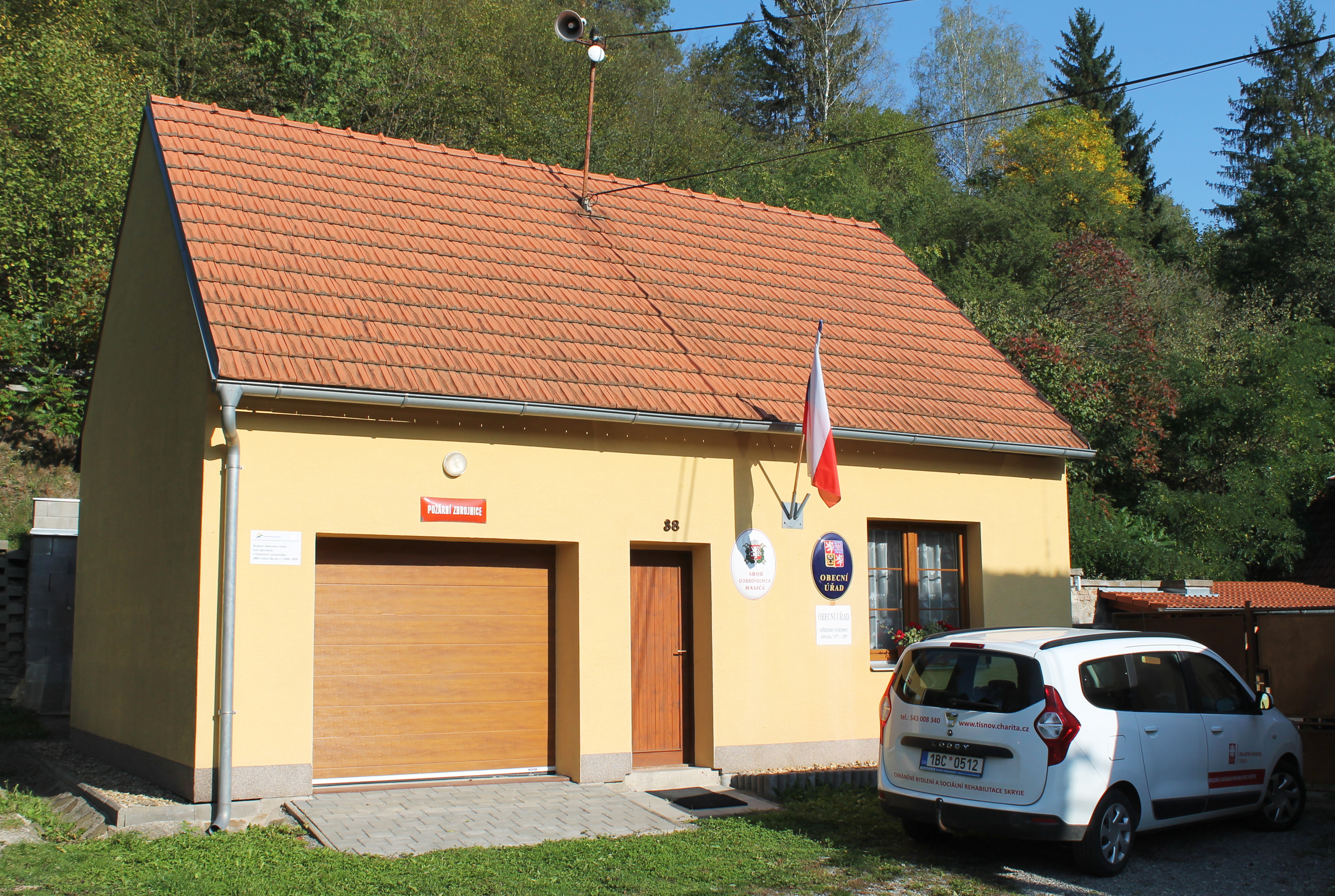
Obecní úřad
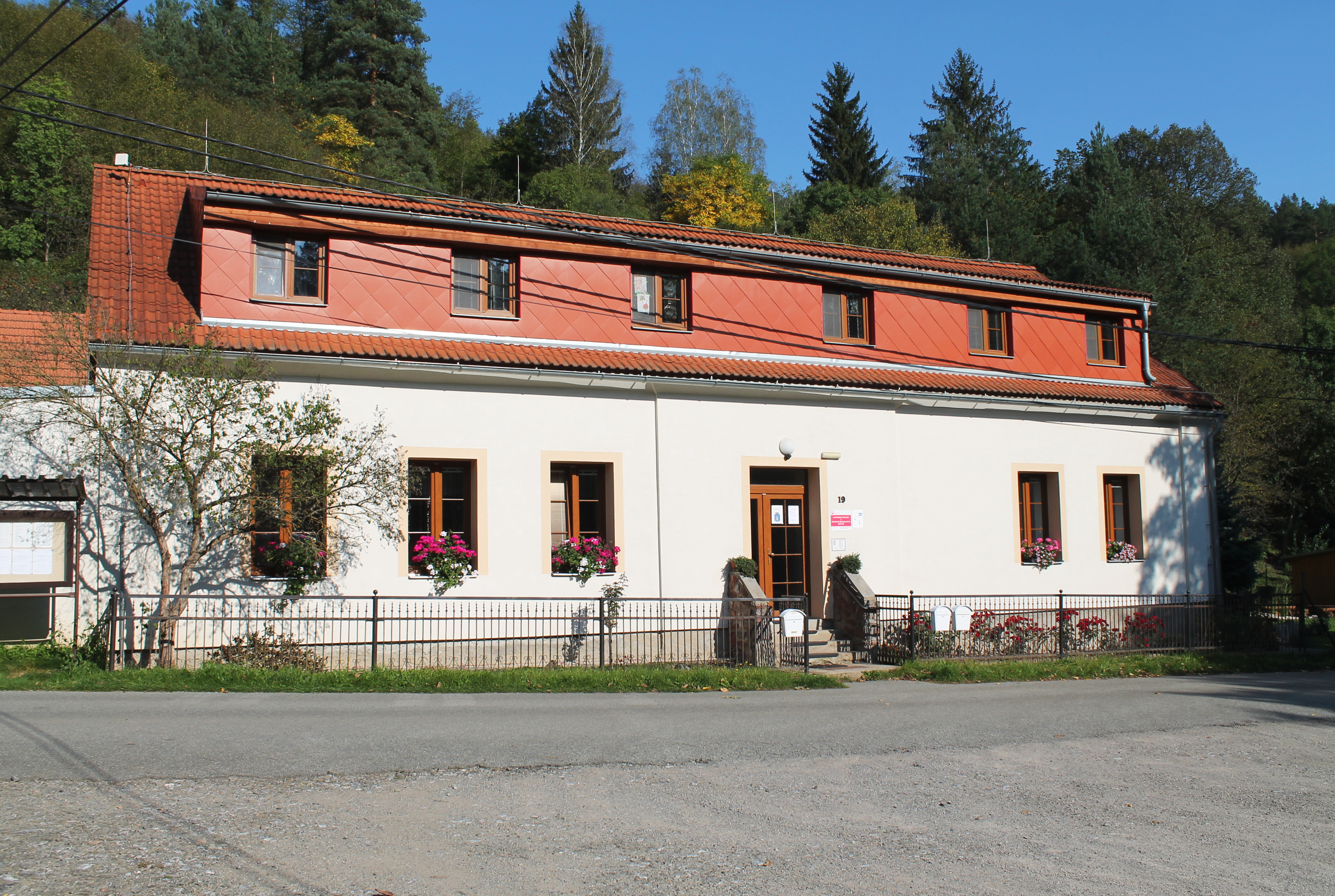
Dům chráněného bydlení
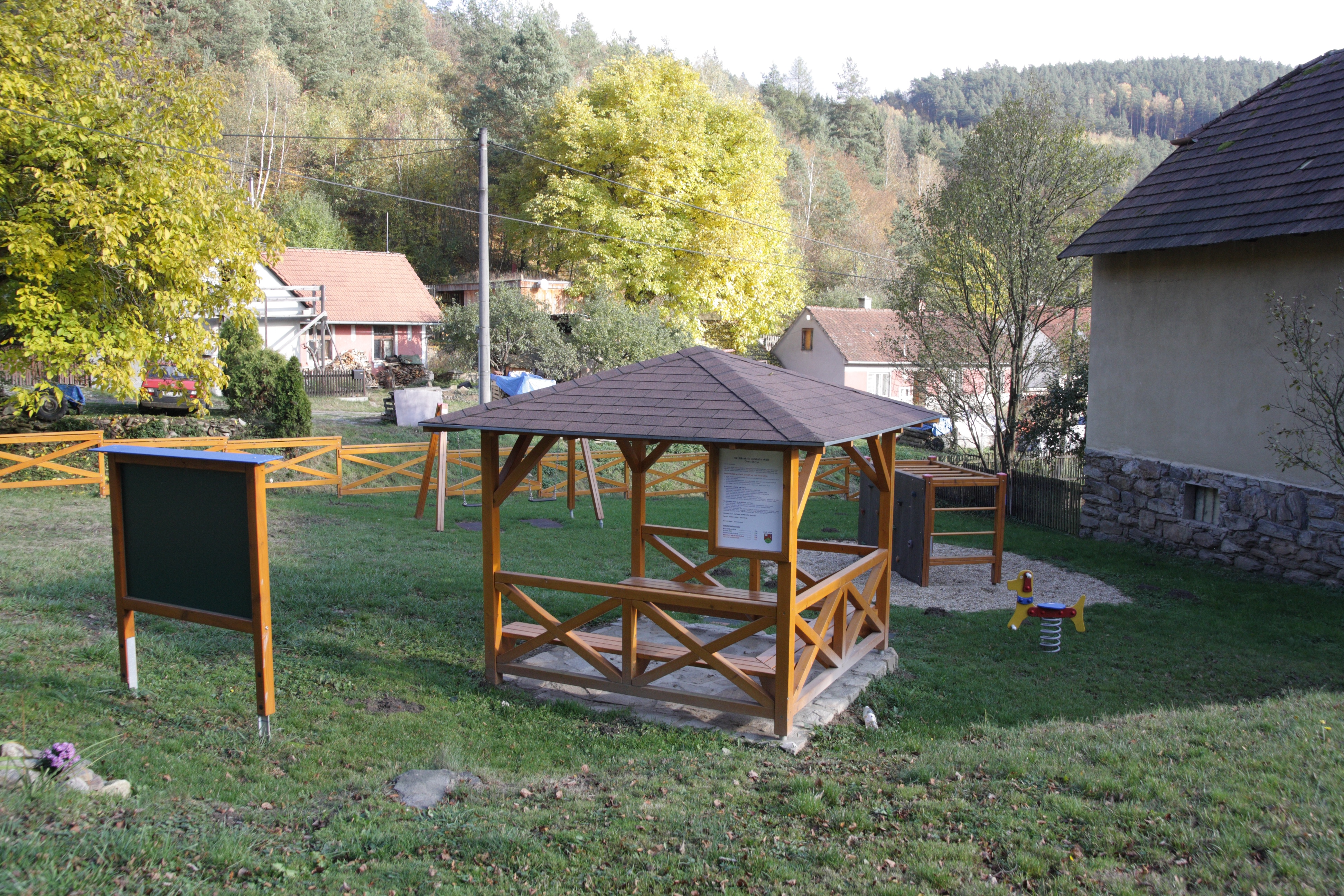
Dětské hříště